# Спи (оповідання)
«Спи» (рос. Спи) — оповідання російського письменника Віктора Пелевіна.

## Сюжет
Дія оповідання відбувається в СРСР на початку перебудови, вже згадується Борис Єльцин. Головний герой, студент Микита, виявляє у себе здатність нормально функціонувати уві сні. Через недовгий час він переконується, що так живуть навколо всі люди, що населяють СРСР.

## Публікація
Оповідання вперше було опубліковане у 1991 році в складі першої авторської збірки Пелевіна «Синій ліхтар» і того ж року в серіальній збірці НФ-35.